# Neolasioptera riparia
Neolasioptera riparia är en tvåvingeart som först beskrevs av Ephraim Porter Felt 1909.  Neolasioptera riparia ingår i släktet Neolasioptera och familjen gallmyggor.
Artens utbredningsområde är New York. Inga underarter finns listade i Catalogue of Life.